# 소천초등학교 분천분교
소천초등학교 분천분교는 대한민국 경상북도 봉화군에 있는 공립 초등학교이다.

## 학교 연혁
- 1952년 6월 27일 : 분천국민학교 개교
- 1963년 5월 1일 : 분천국민학교 원곡분교 설립 인가
- 1963년 5월 17일 : 원곡분교장 개교
- 일자미상 원곡분교장 광회국민학교 이관
- 1994년 9월 1일 : 소천국민학교 분교장 격하 편입, 남회룡분교장 이관
- 1996년 3월 1일 : 소천초등학교 분천분교 개편
- 2021년 3월 1일 : 폐교 및 소천초등학교 통폐합[1]

## 참고 자료
- 소천초등학교분천분교장 - 한국교육학술정보원 학교알리미